# Philaeus corrugatulus
Philaeus corrugatulus är en spindelart som beskrevs av Embrik Strand 1917. Philaeus corrugatulus ingår i släktet Philaeus och familjen hoppspindlar. Inga underarter finns listade i Catalogue of Life.